# رجل الرمل (مسلسل)
رجل الرمل (بالإنجليزية: The Sandman) هو مسلسل خيال علمي درامي أمريكي مبني على شخصية رجل الرمل - فيرتيقو من تأليف نيل غيمان. عرض الموسم الأول من المسلسل على نتفليكس في أغسطس 2022. المسلسل من بطولة توم ستوريدغ بدور دريم، وبويد هولبروك، وفيونا أوشي، وكيربي هاويل بابتيست. تدور أحداث المسلسل حول "دريم" ملك الأحلام، الذي يتم أسره لمدة 105 سنوات، وبعد تحرره يسعى لاستعادة مملكته.

## روابط خارجية
- رجل الرمل على موقع IMDb (الإنجليزية)
- رجل الرمل على موقع ميتاكريتيك (الإنجليزية)
- رجل الرمل على موقع روتن توميتوز (الإنجليزية)
- رجل الرمل على موقع نتفليكس (الإنجليزية)
- رجل الرمل على موقع كينوبويسك (الروسية)
- رجل الرمل على موقع ألو سيني (الفرنسية)
- رجل الرمل على موقع قاعدة بيانات الفيلم (الإنجليزية)